# 野口善國
野口 善國（のぐち よしくに、1946年 - ）は、日本の弁護士。神戸連続児童殺傷事件の弁護団長を務めた。兵庫県弁護士会子どもの権利委員会委員長。東京都出身。

## 来歴
1965年甲陽学院高等学校卒。1970年東京大学法学部卒。卒業後は刑務官として法務省矯正局で働く。1980年に弁護士登録、矯正局時代の経験を活かして少年事件を多く担当する。2008年、永年の保護司としての貢献で藍綬褒章を受章。
少年法改正反対と死刑廃止の運動に精力的に取り組み、それぞれの実務で体験した立場から意見を述べられる弁護士として各地の講演に招かれている。少年法改正には、矯正局の経験を踏まえて厳罰化は非行抑止にはならないと批判し、死刑廃止運動では刑務官として死刑執行の場に居合わせた体験を語っている。また、兵庫県弁護士9条の会に所属している。

## 著書
- 『歌を忘れたカナリヤたち』（共同通信社、2005年）
- 『それでも少年を罰しますか』（共同通信社、1998年）